# ビデオフィードバック

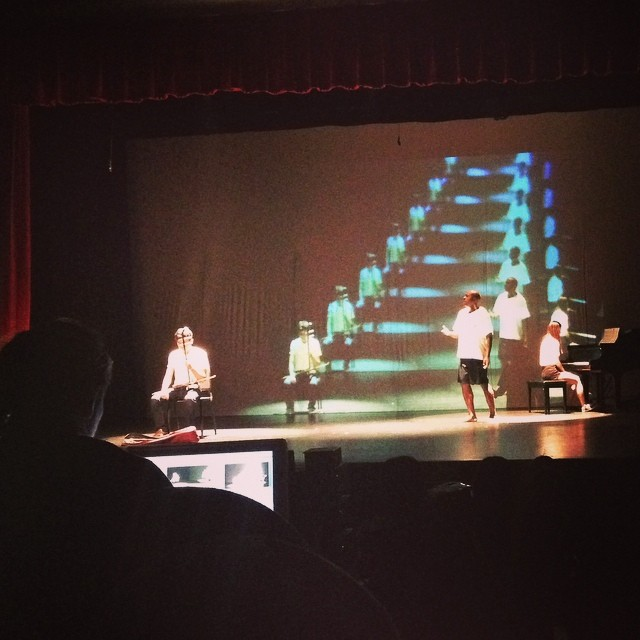
ビデオフィードバック

ビデオフィードバック（英語: video feedback）とは、ビデオカメラで撮影したものをモニタに出力し、そのカメラをモニタの方に向けることで、カメラで撮影したものがモニタに表示されたものを再びビデオカメラで撮影するというフィードバックが発生することである。入力（ビデオカメラでの撮影）と出力（モニタでの表示）のそれぞれでスキャンが行われるため、カメラからモニタに戻るまでにすくなくとも1フレーム時間の遅延が生じる。ループ内の処理が多い場合は、さらに遅延が大きくなる可能性がある。映像フィードバック（英語: visual feedback）ともいう。

## 歴史
ビデオフィードバックは、1956年にチャールズ・ギンスバーグがアンペックス社向けに最初のビデオレコーダーを発明してすぐに発見された。当時は、厄介で不要なノイズと考えられていた。技術者やテレビ局のカメラマンは、カメラを、そのカメラで撮影されたものが出力されているモニタの方向に向けることを非難した。1950年代には、自己増幅されたビデオ信号の過負荷が、カメラやモニタに悪影響を与えると考えられていた。また、当時のモニタでは、明るい静的な表示パターンを表示し続けることは、画面の焼き付きの原因にもなった。
1960年代には、ニューヨークのサイケデリック・アート・シーンで、ビデオフィードバックを芸術に応用した初期の例が見られる。ナム・ジュン・パイクは1960年代半ばにニューヨークのグリニッチカフェでビデオフィードバックのクリップを展示しており、パイクが世界初のビデオアーティストとして挙げられることが多いが、これには異論がある。
初期のビデオフィードバック作品は、1960年代後半から1970年代前半にかけて、アメリカの東海岸と西海岸のメディアアーティストや実験者によって制作された。ビデオ・フィードバック・アーティストのスタイナ&ウッディ・ヴァスルカは、リチャード・ローウェンバーグらとともに「ザ・キッチン」を結成し、スキップ・スウィーニーらはサンフランシスコで「ビデオ・フリー・アメリカ」を設立し、それぞれがビデオアートやビデオフィードバックの実験を行った。
デイビッド・ソーンは、1970年の著書"Film, the Creative Eye"の中で、ビデオフィードバックについて言及している。この本は、ニューハンプシャー州コンコードにあるセント・ポールズ・スクールのリチャード・レデラーが1970年代に開講した"Creative Eye in Film"という講座でビデオフィードバックを紹介したときに使用された。このクラスでは、何人かの生徒が定期的にビデオフィードバックを作成し録画していた。この頃、ソニーから発売されていた録画用ビデオカメラVuMaxシリーズや手回し式ビデオデッキが入手可能になったことにより、ビデオ画像の解像度が上がってビデオフィードバックの画像がより魅力的になり、また、一般人がビデオカメラによる録画ができるようになり、このような映像実験をできるようになった。
1980年代から1990年代にかけて、ビデオの技術が向上し、高品質で高精細なビデオ撮影が可能になった。マイケル・C・アンダーセンは、ビデオフィードバックのプロセスの数式を初めて作成し、また、特定のパラメータを調整したときにビデオ画像が徐々に進行する数式の変化を示す「メンデレーエフの正方形」も作成した。
1990年代には、レイヴ・シーンや、よりサイケデリックスな性質の芸術への社会的復帰があり、世界中のディスコの大型ビデオスクリーンにビデオフィードバックが映し出されるなどした。Adobe Photoshopやノンリニアビデオエディタのフィルタの中には、ビデオフィードバックをフィルタの設定として含んでいるものがある。これは、ビデオフィードバックを模倣した、元の画像・映像を渦巻き状に加工するものである。

## エンターテイメントにおいて
多くのアーティストが光学フィードバックを使用している。クイーンの1975年の楽曲『ボヘミアン・ラプソディ』のミュージックビデオがその例である。その効果は、合わせ鏡の間から自分を見ることに例えられる。
イギリスのSFテレビドラマシリーズ『ドクター・フー』のオープニングタイトルは、1963年から1973年までこの手法を採用していた。最初はモノクロで、1967年に放送用の解像度が625本になったことと、ドクター（当時はパトリック・トラウトン）の顔を取り入れるために作り直され、1970年にカラーで作り直された。1973年移行のタイトル映像ではビデオフィードバックの手法をやめ、スリットスキャン写真を採用した。

## 科学において

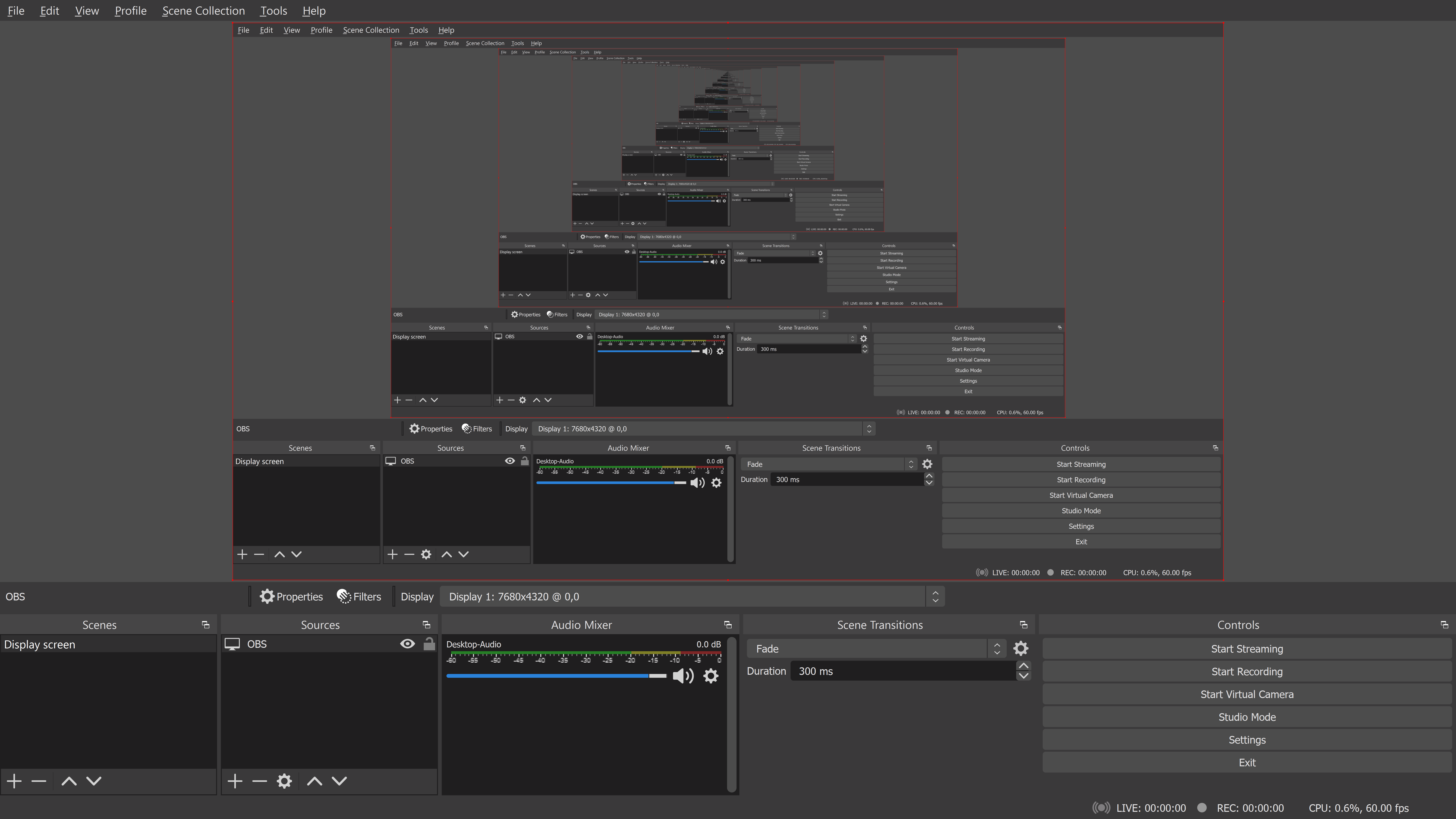
コンピュータプログラム"Open Broadcaster Software"によるドロステ効果

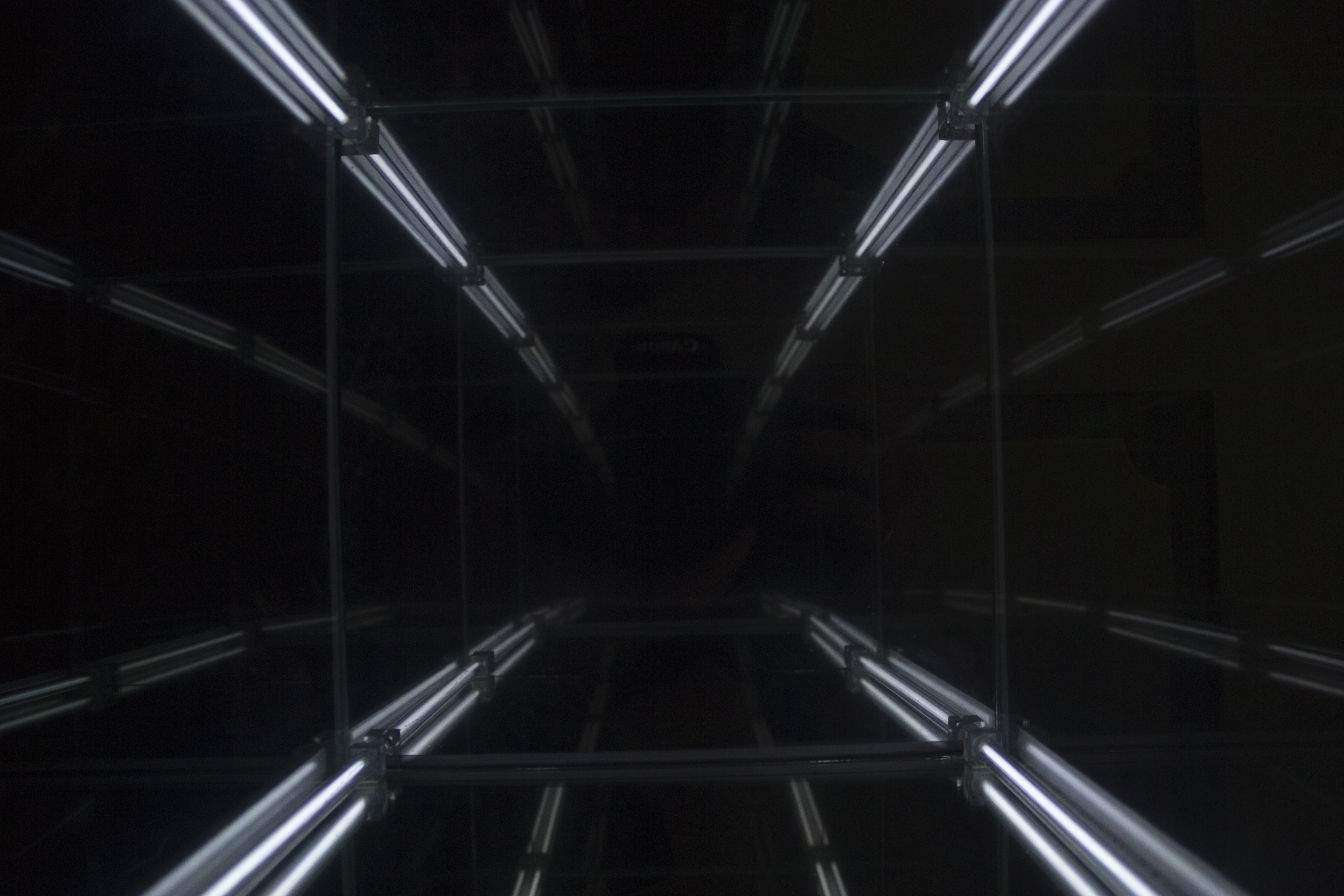
合わせ鏡による光学フィードバック

これまで説明してきたビデオフィードバック、すなわちカメラをモニターに向けたことで生じるフィードバックは、光学フィードバック（英語: optical feedback）の一例に過ぎない。科学分野における光学フィードバックの最もわかりやすい例は、ほとんどのレーザーで見られる光共振器である。光共振器は、光を増幅する2枚の鏡で構成されている。1990年代後半には、不安定共振器と呼ばれるレーザーにおいて、その光ビームの断面がフラクタルパターンを示すことが明らかになった。
科学における光学フィードバックは、ビデオフィードバックと密接に関連しており、ビデオフィードバックを理解することは、光学フィードバックの他の応用にも役立つ。ビデオフィードバックは、不安定共振器レーザービームのフラクタル構造の本質を説明するために使用されている。
ビデオフィードバックは、実験数学的なツールとしても有用である。例えば、複数のモニターを使ってフラクタルパターンを作成したり、鏡を使って複数の画像を作成したりすることができる。
SoftologyのVideo Feedbackのページでは、実際のビデオフィードバックとシミュレートされたビデオフィードバックに関するリンクと情報を提供している。
光学フィードバックは、暗視装置の画面にも見られる。ここでのフィードバックは、通常、蛍光体スクリーンで発生した光が光電面に「フィードバック」され、管が振動して画像が損なわれるというものであり、好ましくない現象である。この現象は、蛍光体スクリーンの背面にアルミの反射板を蒸着したり、マイクロチャンネルプレートディテクターを搭載することで抑制するのが一般的である。

## 哲学において
ダグラス・ホフスタッターは、人間の心と意識に関する著書『わたしは不思議の環』において、不思議の環の例の一つとしてビデオフィードバックを取り上げ、1章を割いてビデオフィードバックの実験について説明している。

会話の途中で、私はカメラのレンズの前に一瞬手を出してしまった。もちろん、画面は真っ暗になったが、手を離すと、今までの模様がすぐに画面に戻ってくるわけではなかった。それどころか、画面には別のパターンが映っていたのだが、そのパターンは今まで見たことのないもので、静止していなかった。